# Puhu-Pass

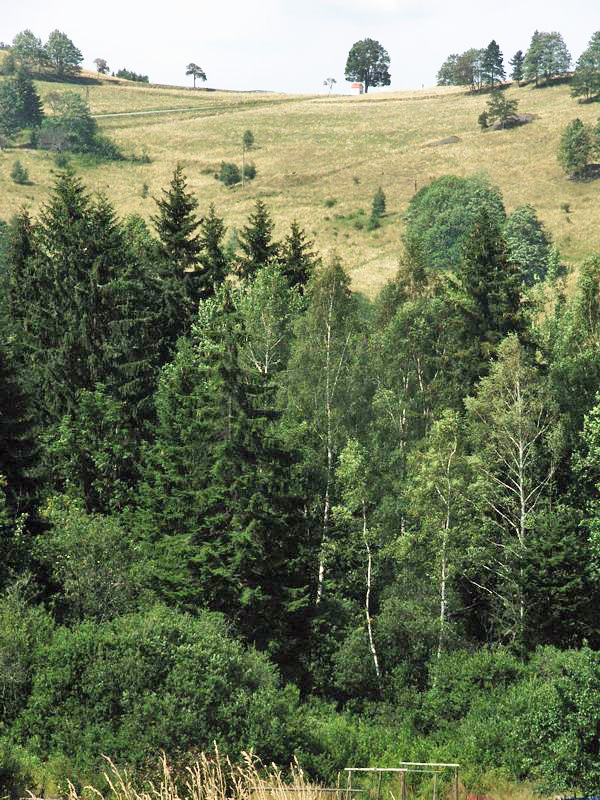
Der Pass von Norden

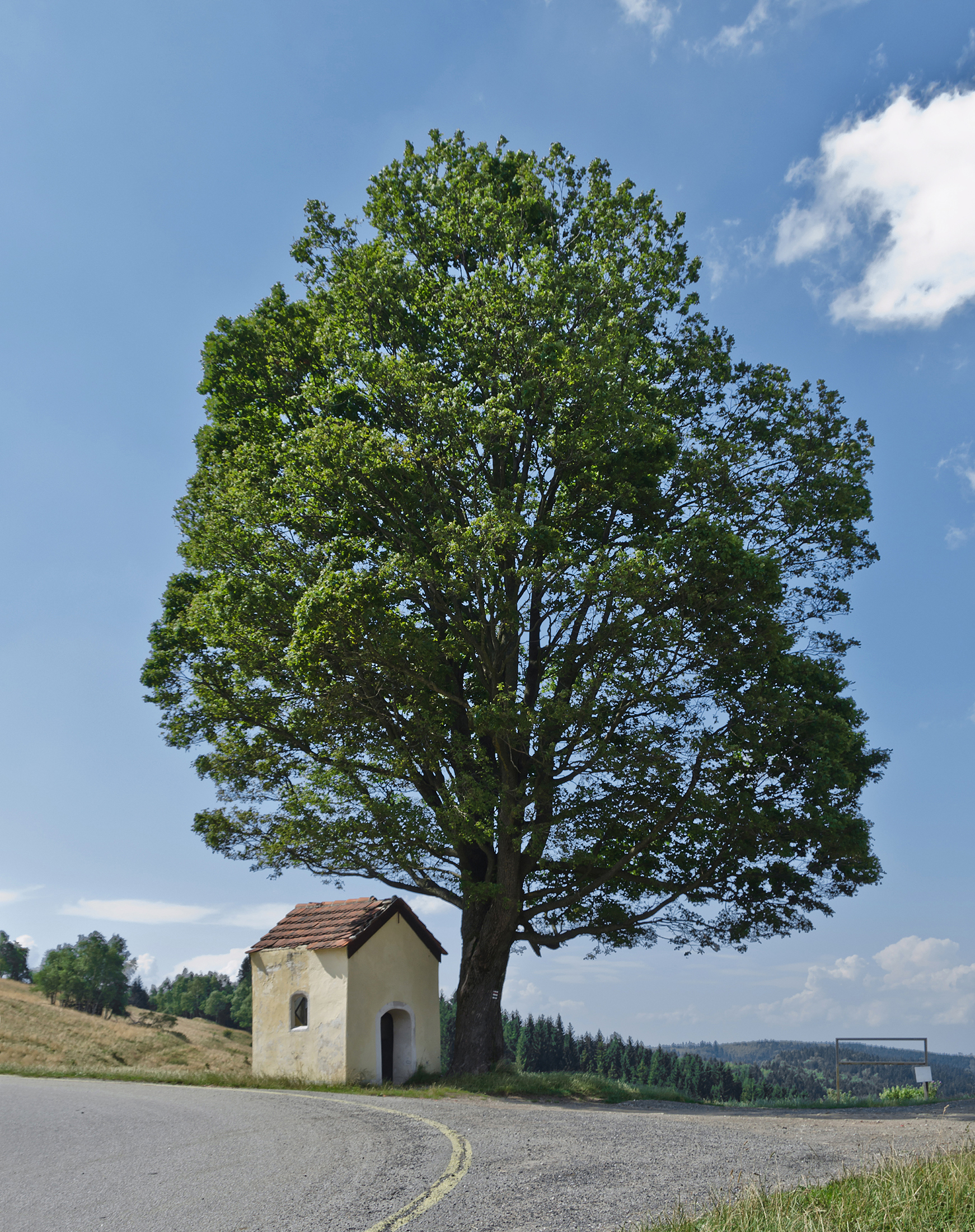
Die Kapelle am Pass

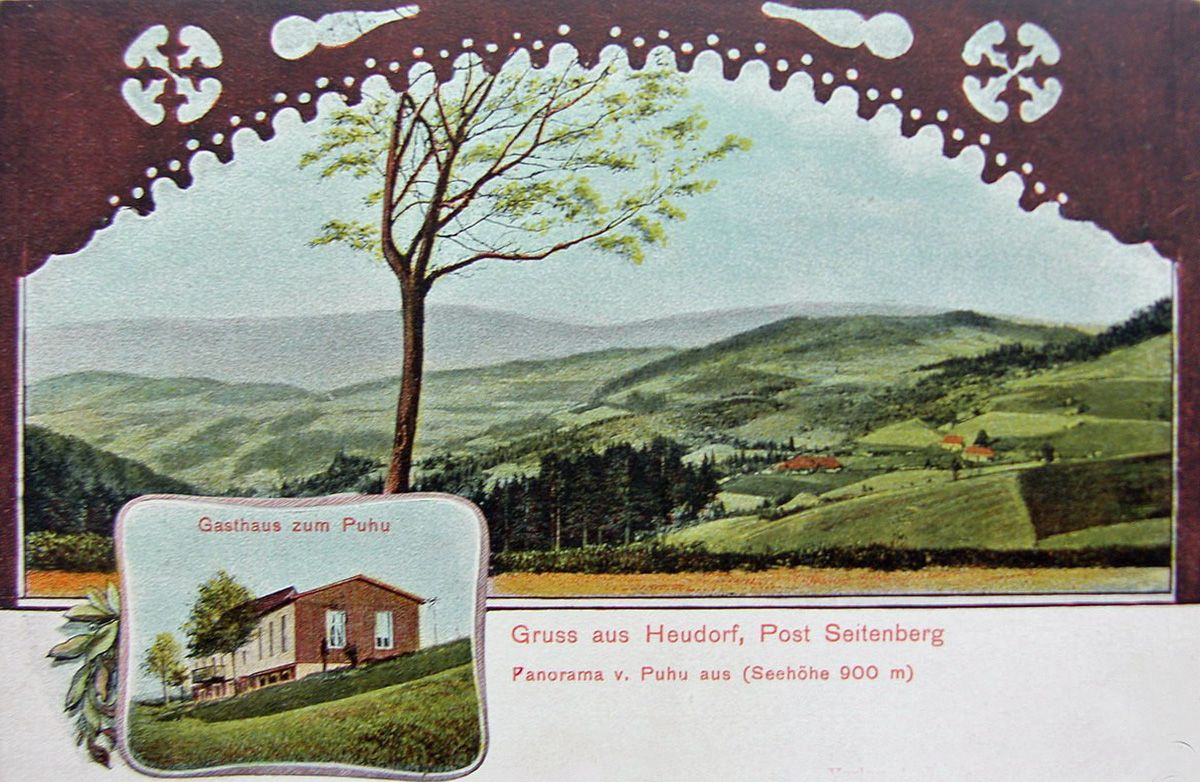
Puhu-Baude mit Aussicht

Der Puhu-Pass (polnisch Puchaczówka) im Südosten der Grafschaft Glatz ist ein Gebirgsübergang zwischen Bystrzyca Kłodzka (Habelschwerdt) und Stronie Śląskie (Seitenberg).

## Lage
Der Pass trennt die Kühberge (Krowiarki) im Norden vom Glatzer Schneegebirge (Masyw Śnieżnika) im Süden. Die nächstgelegenen Berge sind im Norden der Bienenberg (Pasiecznik, 884 m) und im Süden der Schwarze Berg (Czarna Góra, 1205 m). Am Pass beginnen drei Täler: nach Westen Richtung Biała Woda (Weißwasser), nach Norden auf Konradów (Konradswalde) zu und nach Südosten nach Sienna (Heudorf). Über den Pass verläuft die Straße Nr. 392 von Bystrzyca Kłodzka nach Lądek-Zdrój (Bad Landeck). Während die orographische Passhöhe bei 864 m ü. NN liegt, erreicht die Straße ihre größte Höhe mit 899 m etwa einen halben Straßenkilometer westlich davon.

## Geschichte
Am orographischen Pass steht eine kleine Kapelle aus dem Jahr 1781. Der Legende nach soll sie für einen Bauern aus Seitenberg errichtet worden sein, der im Bayerischen Erbfolgekrieg desertierte und dafür mit dem Tode bestraft wurde.  Bis in die 1970er Jahre enthielt sie Holzskulpturen von Michael Klahr, die aber gestohlen wurden.
Die Straße über den Pass wurde im 19. Jahrhundert auf Initiative von Prinzessin Marianne von Oranien-Nassau (1810–1883) und ihrem Sohn Albrecht von Preußen (1837–1906) ausgebaut, die seit 1838 Besitzer der Herrschaft Seitenberg waren. Die Passstraße ist Teil der Marianne-von-Oranien-Ferienstraße. 
1840 wurde in der Nähe des Passes die Puhu-Baude errichtet, die bis 1947 existierte. Von ihr hatte man nach Norden eine beeindruckende Aussicht.
In den 1990er Jahren entstanden südöstlich des Passes für das Skigebiet am Schwarzen Berg Apartment-Häuser, Restaurants und Hotels, darunter auch eines mit dem Namen des Passes.